# Antibes Land

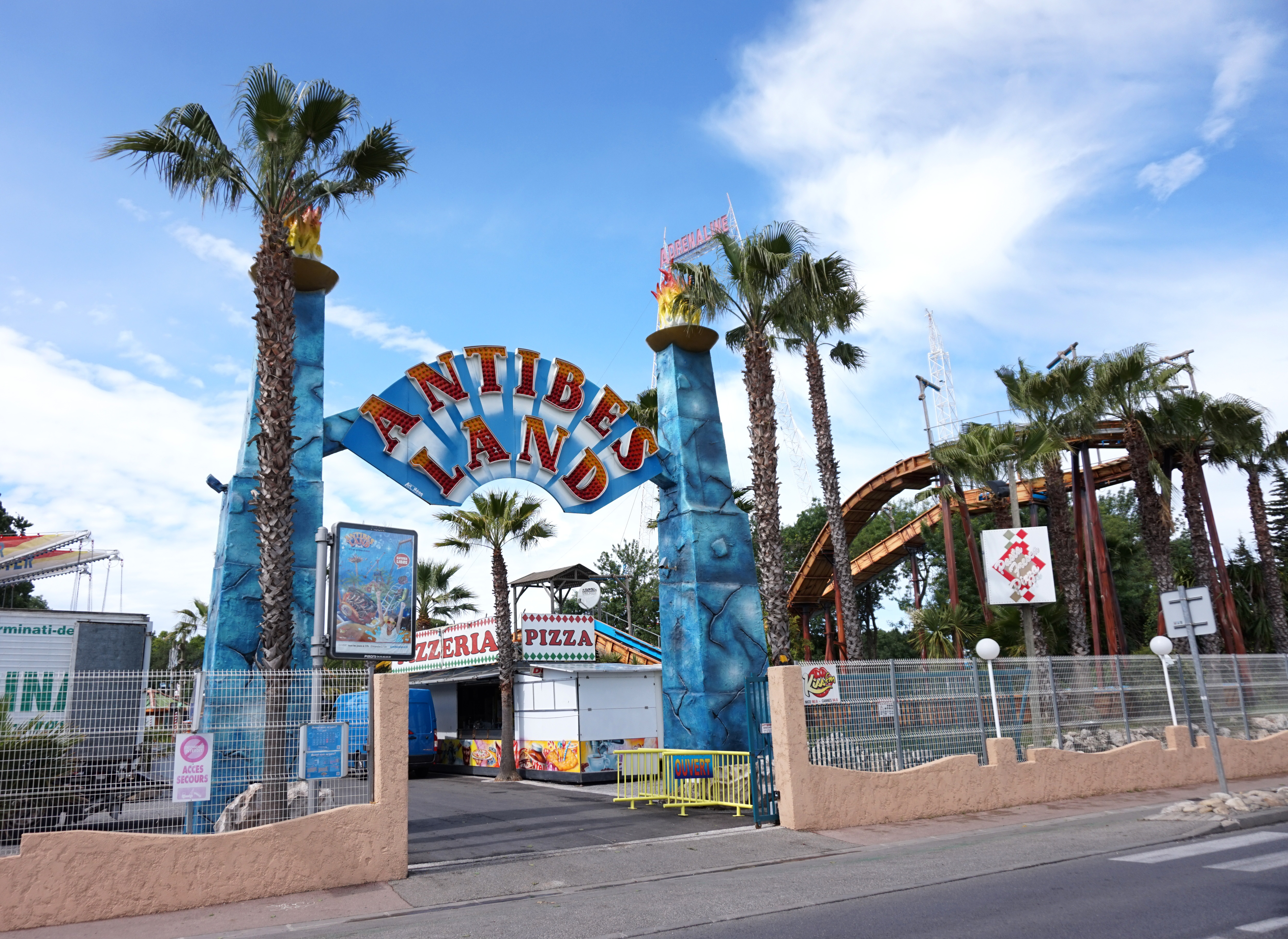
Entrée

Antibes Land est un parc forain fixe français situé près d'Antibes sur la Côte d'Azur. La particularité de ce parc réside dans le fait que l'entrée au parc est gratuite. Le visiteur paye pour chaque attraction sur laquelle il désire prendre place, selon le système appelé pay per ride en anglais.

## Données économiques
La société Antibes Land a été créée en août 1991.
En 2012, elle a réalisé un chiffre d'affaires de 423 400, dégagé un résultat de 64 900 €.
Les comptes récents ne sont pas disponibles.
Elle est dirigée par James Petit depuis janvier 2000.